# Historia del fútbol en San Vicente del Raspeig
El fútbol en San Vicente del Raspeig (provincia de Alicante, Comunidad Valenciana, España) se data al menos desde 1922. El mayor logro en el fútbol local, ha sido el logrado por el Club Deportivo Español con dos temporadas jugadas en Tercera División española (1970-1972) antes de la existencia de la Segunda "B", jugando a nivel nacional, apareciendo noticias del equipo en los principales diarios de España de la época o la participación en la Copa del Generalísimo (actual Copa del Rey).

## Orígenes del fútbol sanvicentero
La primera referencia del fútbol en San Vicente del Raspeig data de 1922, con un encuentro amistoso con motivo de las fiestas municipales a San Vicente Ferrer, el encuentro se previó entre el principal equipo de Alicante, el Club Natación Alicante y el Círculo de Bellas Artes de Alicante.
En 1923 es cuando las tierras del Raspeig observan la fundación de un equipo propio, el Raspeig Football Club. En 1924 aparece la Sociedad Gimnástica de San Vicente, que tras la investigación del Cercle d'Estudis Sequet però Sanet se cree que es el Raspeig con un cambio de denominación. En mayo de 1928 se fundó el Club Deportivo San Vicente, y en octubre de 1929 cambia su nombre a Unión Deportiva San Vicente. Asimismo, en octubre de 1929 también aparece el Sporting Club San Vicente, y el fútbol sanvicentero experimenta un boom con una rivalidad sana entre sus dos equipos. En 1930 el Sporting pasa a denominarse Raspeig Football Club queriendo recordar al primer Raspeig FC.

## UD San Vicente y Raspeig FC
La Unión Deportiva vestía de blanquiazul y pantalón negro al igual que el Hércules Club de Fútbol debido a que su directiva eran seguidores del equipo herculano. En cambio el Raspeig vestía camiseta roja y pantalón negro. Fueron compitiendo en torneos de la capital alicantina, y cuando se enfrentaban entre ellos eran partidos emocionantes con cruces de declaraciones subidas de todo entre directivas en la prensa de la época.
En 1931 la Unión Deportiva inauguró su nuevo campo de fútbol situado en la Sociedad Recreativa La Esperanza por ello algunas referencias de la época llaman al equipo unionista Club Deportivo La Esperanza, si bien no existió como tal. También ese mismo año el Raspeig FC inauguró su campo en unos terrenos cedidos desinteresadamente por el médico y exalcalde sanvicentero Fernando Antón que en 1947 dicho campo sería reinaugurado como Campo de La Merced. Por el año 1933 apareció otro equipo que pese a ser en la actualidad una partida rural de Alicante, siempre ha estado muy vinculado a San Vicente, se trata del UD Verdegás.

## CD San Vicente
En enero de 1936 en los albores de la guerra civil española, se produce la fusión del Raspeig FC y el UD San Vicente, dando lugar al Club Deportivo San Vicente. El estallido de la guerra en julio de 1936 trunca la progresión del club que tras juntar en un solo equipo a los mejores jugadores locales comenzaba a pensar en cotas más altas.
En 1939 regresa la normalidad al fútbol sanvicentino con el Club Deportivo San Vicente y otros clubes de fútbol base como el Aeronáutica de Rabasa (el Aeródromo de Rabasa situado en el actual campus de la Universidad de Alicante), Sportman de San Vicente, Boqueres Football Club o los equipos del Movimiento nacional: el Frente de Juventudes de San Vicente y la OJE San Vicente.

## CD Español y CD San Vicente
El Club Deportivo Español se fundó en 1942 básicamente coincidiendo prácticamente con la creación de la Copa San Pedro en 1941. Algunas referencias en hemeroteca pueden hacer confundir al Español de San Vicente con el Club Deportivo Español de Alicante que también existió en los años 1920, 30 y 40, u otros equipos alicantinos como el CD Español de Elche. Durante los años 1940, 50 y 60 el CD Español y el CD San Vicente se alternaron en diferentes torneos, volviéndose a crear una rivalidad como antaño con el Unión Deportiva y el Raspeig FC.
El fútbol en sanvicentero nunca apostó por un equipo federado (salvo en fútbol base), y volcó a sus dos principales clubes en la participación en la Copa San Pedro, Trofeo Chacón y torneos menores de la comarca. Este hecho denota el amateurismo del fútbol local y la condición de cantera para clubes importantes de la zona como Hércules, Alicante o Elche.
La primera participación de un equipo de San Vicente del Raspeig en la Copa San Pedro fue en la segunda edición de 1943 si bien se desconoce si fue el CD San Vicente o el CD Español. En la Copa San Pedro de 1944 participa el Aeronáutica de Rabasa. Poco a poco la Copa San Pedro iba experimentando un espectacular auge en el fútbol alicantino con importantes taquillas para los equipos. Es en la edición de 1946 cuando participa el CD Español y a partir de aquí el conjunto españolista fue un "club nacido para la Copa San Pedro" tal como afirmaría años después su presidente Juan Llopis "Chares".
Cabe advertir también que el histórico club ACD Villafranqueza disputaba sus encuentros en el Estadio Alcaraz situado en término municipal de San Vicente del Raspeig (hoy barrio del Rodalet).
Mientras tanto en fútbol base, en el pueblo existían varios clubes, pero el Club Deportivo Español Juvenil como equipo federado se data al menos en la temporada 1950/51 jugando en la Segunda Regional murciana junto al Club Deportivo Abarán, Júpiter de La Unión, Unión Deportiva Albox, Deportivo Bullense, Club Deportivo Agramón, Club Deportivo Hispania de Tecla y Muleño Club de Fútbol Juvenil. En 1958 el Español se alzó con el Trofeo Chacón, un torneo juvenil de gran prestigio en Alicante; en aquel equipo españolista jugó Luis Costa.
Al Club Deportivo Español se le fue conociendo cariñosamente en el municipio como "Los coreanos", debido a sus fuertes inversiones en fichajes foráneos para disputar la Copa San Pedro (por ejemplo casi 800.000 pesetas de presupuesto en fichajes en la edición de 1967), en contraposición con el Club Deportivo San Vicente que estaba formado por jugadores locales. El Español poco a poco se fue haciendo un nombre en el fútbol alicantino proclamándose campeón de la San Pedro en las ediciones de 1954, 1967, 1968 y 1969 además de los dos subcampeonatos de 1956 y 1957.

## Inicio del fútbol federado en 1966
No fue hasta la temporada 1966/67 cuando San Vicente del Raspeig tuvo su primer equipo federado. Lo hizo el Club Deportivo San Vicente en la Primera Regional murciana, por entonces cuarta categoría del fútbol español, y además de grupo único. En la temporada 1967/68 se federó por primera vez el Club Deportivo Español, y ambos equipos sanvicenteros jugaron en Primera regional de la Federación murciana de fútbol. El San Vicente quedó 13.º y el Español 4.º. En la temporada 1968/69 se creó la Segunda Regional murciana, y el CD San Vicente fue incluido en dicha categoría mientras que el Español siguió en Primera Regional, el CD San Vicente logró el ascenso, regresando nuevamente a la Primera Regional. En la temporada 1969/70 el Español quedó campeón de Primera Regional murciana al imponerse en la última jornada al Yeclano CF que era segundo. El Español fletó unos 15 autobuses a Yecla sumados a los desplazados en vehículos particulares, sin duda, fue el partido del siglo en el fútbol de San Vicente del Raspeig. El Español ascendía así a la Tercera División española que era el tercer escalafón del fútbol español. En la temporada 1970/71 el Español de San Vicente mantuvo la categoría en Tercera jugando la promoción de descenso contra el CD Guecho, mientras que el CD San Vicente seguía en Primera Regional registrando llenos en la Ciudad Deportiva de San Vicente del Raspeig ante equipos como el Albacete Balompié o Alicante CF. En la temporada 1971/72 descendió el Español a la creada Regional Preferente de la Federación murciana, acabándose así las dos temporadas gloriosas del fútbol sanvicentero con dos clubes diferentes que llenaban la Ciudad Deportiva.

## UD Español
Por esas fechas también aparecían equipos dedicados al fútbol base con jugadores locales, como el Rigas Club de Fútbol. El Español ahora bajo la denominación UD Español siguió jugando en los años 1970 y 1980 mayormente en la Regional Preferente de la Comunidad Valenciana sin llegar a enganchar nuevamente a la afición del pueblo. El primer club con dicha denominación fue el Club Deportivo Español, posteriormente Unión Deportiva Español y finalmente en la temporada 1987/88 se llamó Unión Deportiva San Vicente, desapareciendo el mítico club sanvicentero que jugó por toda la geografía nacional.

## AD Español San Vicente
En 1989 se inscribieron nuevos estatutos pero utilizando el mismo club desde 1967, desde Segunda Regional de la Comunidad Valenciana, al nuevo club se le llamó AD Español San Vicente, que en sus primeras temporadas prometía llegar lejos con jugadores como Clemot, Teo Rastrojo o Davor Radmanovic. Tuvo unas buenas temporadas en Regional Preferente (1991-1995) y tres temporadas en una Tercera División valenciana (1995-1998). Además actuó como filial del Hércules, y aproximadamente por 1995 el club había por algún motivo el nombre de AD Español San Vicente por el de CD Español de San Vicente.

## CD Español de San Vicente
Desde el descenso de Tercera División en 1998 el CD Español San Vicente entró en una etapa de inestabilidad. El CD Español fue eliminando sus secciones de fútbol base y manteniendo a un primer equipo que ocupaba las posiciones bajas de la Preferente. Así se llegó hasta que en la temporada 2002/03 en la que desde el Patronato de Deportes se contacto con el empresario alicantino del sector pescatero D. Antonio Alrazáz para que se hiciese cargo del Español de San Vicente, este lo haría absorbiendo a otros clubes de la localidad bajo el paraguas del C.D. Español de San Vicente al que se le añadió la denominación actual F.C. Jove Español de San Vicente que fue fundado en 1989 y que podemos ver en categorías nacionales en la actualidad.

## FC Jove Español San Vicente
Desde entonces, el F.C. Jove Español de San Vicente estuvo dos temporadas en Regional Preferente y desde 2006 juega en la Tercera División valenciana, donde está manteniendo la categoría año tras año aportando estabilidad al fútbol local a pesar de que de nuevo como sucediese en etapas anteriores desde la concejalía de deportes de turno se permitiese la inscripción en San Vicente de Raspeig de nuevos clubes sin arraigo al municipio y de nueva creación a pesar de seguir disponiendo como en la antigüedad de tan solo dos campos de fútbol. La etapa en la concejalía de deportes de José Luis Lorenzo fue la que propicio la llegada de hasta tres nuevos clubes (C.D. Iraklis, Inpro Sport y Gimnástic). No obstante el Jove Español de San Vicente club histórico de la localidad fundado en 1989 sigue llevando la bandera histórica del fútbol en la localidad con un gran fútbol base con equipos en las principales categorías del fútbol formativo y un primer equipo que ha renganchado a la afición sanvicentera.